# Élodie Thomis
Élodie Thomis, född 13 augusti 1986 i Colombes, är en fransk fotbollsspelare (yttermittfältare och anfallare). Hon spelade i Olympique Lyonnais mellan åren 2007 och 2018 och i Frankrikes landslag till och med 2017. Hon hade tröjnummer 12 i båda lagen. Élodie Thomis gick på den franska fotbollsakademin Clairefontaine mellan åren 2002 och 2005 och hon debuterade i landslaget mot Italien 2006. Hon var lovande även i friidrott och tränade löpning, både kort-  och långdistanslöpning, och började spela fotboll vid tretton års ålder.
Under karriären utbildade hon sig till filmfotgraf och bland annat under VM i fotboll för damer var hon kameraoperatör för franska TF1.